# Alibey (Kızılcahamam)
Alibey è un villaggio nel distretto di Kızılcahamam, provincia di Ankara, Turchia. Secondo un censimento del 2000, aveva una popolazione di 62 persone.